# Nyék (törzs)
A nyék törzs a magyar törzsszövetség egyik törzse volt. Neve a feltételezések szerint az ugor eredetű nyék köznévvel egyeztethető etimológiailag, de ez csak teória. Ennek eredeti jelentése: kerítés, sövény, elkerített hely, erdei kert lehetett, illetve a magyar nyelv értelmező szótára szerint három jelentéstartalma is elkülöníthető, jelenthet vadaskertet; továbbá akolt, cserényt, ahol körülkerített, árkolt területen állatokat (ló, szarvasmarha) tartottak, a harmadik értelmezése pedig táj, vidék, környék.
Általános felfogás szerint a törzsnév eredeti jelentése arról tanúskodik, hogy a nyék törzs az elővéd szerepét töltötte be a magyar törzsszövetségben, amit az is alátámaszt, hogy Bíborbanszületett Konstantin felsorolásában rögtön az első helyen említett kabarok után sorolja fel kettes sorszámmal.
Ennél meggyőzőbb magyarázat a prototörök *jek, illetve az ótörök (köktürk) jigen (amelynek alapján Szergej Anatoljevics Sztarosztyin a *jeken prototörök szót rekonstruálta) szavakkal rokonítás. Az előbbi jelentése „horog”, az utóbbié „fűféle. nád”. Mindkettő megfelelő egy törzsnév eredetének, ugyanakkor jobban magyarázhatók, mint a „kerítés” egy hadrendi helyzetből fakadóan. Emellett a hadrendek mindig változtak az igények szerint, nem valószínű, hogy ilyen eredetű lenne bármelyik törzsnév. Az ótörök szó ugor átvételre utal.

## A Nyék helynevek eredete
Török Sándor a törzsnévi eredetű településnevek közel teljes számbavétele során   27 Nyék törzsi helynevet talált. 
Azonban „a legújabb listák sem tekinthetők véglegesnek, mert történeti-földrajzi munkák során a múlt század dereka előtti forrásanyagból kerülnek újak elő, s egyesekről kiderül, hogy nem sorolhatók közéjük.” 
Korábban közvetlenül a népnévből eredeztette a népnévi neveket a magyar  történeti és régészeti irodalom.
A jelenlegi felfogás szerint ez nem feltétlenül van így, elképzelhető, hogy egyes esetekben a népnév előbb személynévvé vált, majd a személynévből született meg a helynév, rendszerint a birtoklás kifejezésére.